# Pamirs nationalpark

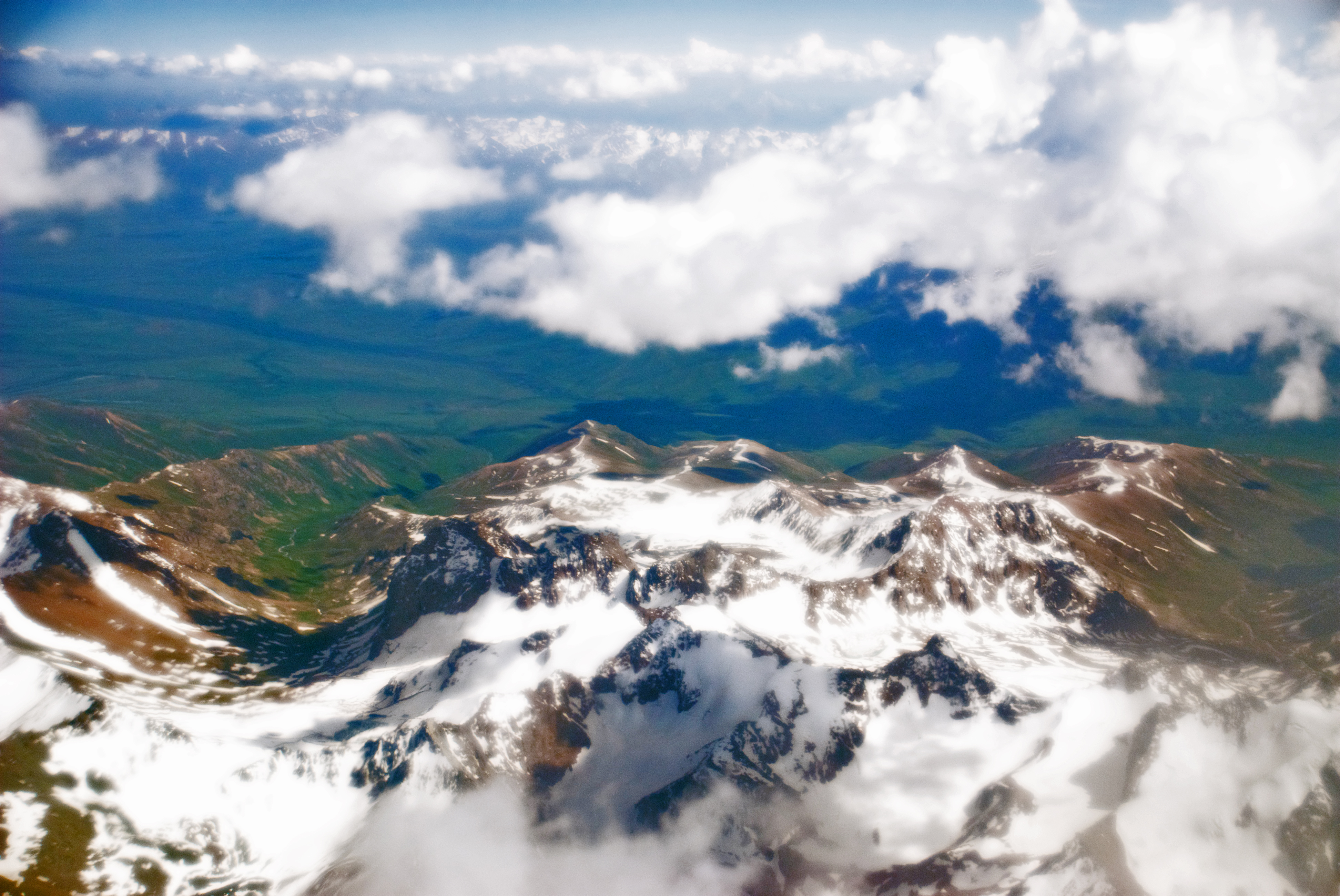
Pamirbergen som delvis ingår i Pamirs nationalpark.

Pamirs nationalpark (även Pamir National Park) är en nationalpark i Tadzjikistan som år 2008 sattes upp på den tentativa världsarvslistan (förslag till världsarv).
I nationalparken lever bland annat brunbjörn, snöleopard, varg, skruvhornsget, Marco Polo-får (Ovis ammon polii), brunhuvad mås och stripgås.
År 2013 upptogs Pamirs nationalpark på världsarvslistan.